# Manfred Speidel
Manfred Speidel (* 7. Mai 1938 in Stuttgart) ist ein deutscher Architekt, Architekturtheoretiker und Hochschullehrer.

## Leben und Wirken
Manfred Speidel schloss sein Architekturstudium an der Technischen Hochschule Stuttgart mit dem akademischen Grad eines Diplom-Ingenieurs ab. 1965 wurde er Dozent an der Hochschule für Gestaltung Ulm. Von 1966 bis 1975 folgte ein Forschungsaufenthalt in Tokio. 1973 wurde er an der Waseda-Universität in Tokio promoviert. Von 1975 bis zu seiner Emeritierung 2003 lehrte er als Professor für Architekturtheorie an der RWTH Aachen.
Seine Schwerpunkte sind die Geschichte der zeitgenössischen Architektur Europas und Japans, Architekturanthropologie und experimenteller Lehmbau. Er kuratierte Ausstellungen über japanische Architektur in Düsseldorf 1983, über Bruno Taut in Japan 1994 und 1995 in Magdeburg, sowie 2007 im Watarium in Tokio. In bislang 13 Bänden gibt er seit 1988 das literarische Gesamtwerk des Architekten Bruno Taut heraus, er hat damit eine der umfangreichsten Sammlungen von Schriften, Zeichnungen, Fotos und Artefakten zusammengestellt. Ferner forscht Speidel in den Bereichen Religion und religiöses Brauchtum in Japan sowie in japanischer Architektur der Gegenwart und Vergangenheit.
Seit den 1980er Jahren bilden die von Speidel etablierten Montagabendgespräche unter dem Titel Mon-Arch einen Höhepunkt im universitären Leben der Architekturfakultät der RWTH Aachen. Sie werden über die Hochschule hinaus von zahlreichen Interessenten geschätzt. Renommierte zeitgenössische Architekten aus aller Welt präsentieren in der Vortragsreihe ihre Werke, u. a. Aldo Rossi, Oswald Mathias Ungers, Tsutomu Shigemura, Lucien Kroll, Louis le Roy, Hans Hollein, Tadao Ando, Gottfried Böhm, Leon Krier, James Stirling, Berthold Lubetkin, Rem Koolhaas, Heinrich Klotz.

## Schriften
- Gestaltete Natur. Überlegungen zur Gartenkunst der Heian-Zeit. In: Jörg Zimmermann (Hrsg.): Das Naturbild des Menschen. Fink Verlag, München 1981, S. 225 ff.
- mit Andreas Dilthey u. a.: & zwar mit Lehm. Experimente mit Lehm 1979–1982. (Ausstellungskatalog) RWTH Aachen, Aachen 1982.
- (Hrsg.): Japanische Architektur. Geschichte und Gegenwart. (Katalog zur gleichnamigen Ausstellung im Stadtmuseum Düsseldorf, Juni–Juli 1983) Hatje Verlag, Stuttgart 1983.
- mit Sebastian Legge: Heinz Bienefeld. Bauten und Projekte. Verlag der Buchhandlung König, Köln 1991.
- (Hrsg.): Team Zoo. Vier japanische Architektengruppen. Bauten und Projekte 1971–1990. Hatje Verlag, Stuttgart 1991.
- (Hrsg.): Bruno Taut. Natur und Phantasie 1880–1938. (Katalog zur Ausstellung „Bruno Taut Retrospective, Nature and Fantasy“, die 1994 in Tokyo und Kyoto sowie 1995 im Kulturhistorischen Museum Magdeburg und im Technikmuseum Magdeburg gezeigt wurde.) Ernst & Sohn, Berlin 1995, ISBN 3-433-02641-6.
- mit Karl Kegler, Peter Ritterbach: Wege zu einer neuen Baukunst (Bruno Taut, Frühlicht in Magdeburg). Konzeptkritik Heft 1–4, 1921–1922 und Rekonstruktion Heft 5, 1922. Berlin 2000.
- mit Winfried Nerdinger, Kristiana Hartmann, Matthias Schirren (Hrsg.): Bruno Taut. Architekt zwischen Tradition und Avantgarde. DVA, Stuttgart 2001.
- Taut, Bruno. In: Neue Deutsche Biographie (NDB). Band 25, Duncker & Humblot, Berlin 2013, ISBN 978-3-428-11206-7, S. 814–817 (Digitalisat).
- Uwe Schröder, Thomas Schmitz, Franziska Kramer, Anja Neuefeind (Hrsg.): Orte der Farbe. Zur chromatischen Stimmung von Räumen der Architektur. Verlag der Buchhandlung Walther König, Köln 2019, ISBN 978-3-96098-524-2 mit Beiträgen von Detlef Beer, Peter Bialobrzeski, Elger Esser, Markus Grob, Léon Krier, Johannes Kühl, Alexander Markschies, Wolfgang Meisenheimer, Michael Mönninger, Rolf Sachsse, Matthias Sauerbruch, Manfred Speidel und Katrin Trautwein
- Bruno Taut. Kunstgewerbe und Möbel für Japan. Entwürfe – Produktion – Konzeption. Gebr. Mann Verlag, Berlin 2023.

## Kommentierte Neuausgaben der Schriften Bruno Tauts
- Ex Oriente lux. Die Wirklichkeit einer Idee. Eine Sammlung von Schriften 1914–1938. Gebr. Mann Verlag, Berlin 2007.
- Ich liebe die japanische Kultur. Kleine Schriften über Japan. Gebr. Mann Verlag, Berlin 2003.
- Die Stadtkrone. Berlin 2002.
- Die neue Wohnung. Die Frau als Schöpferin. Berlin 2001.
- Der Weltbaumeister. Architektur-Schauspiel für symphonische Musik. Berlin 1999.
- Das japanische Haus und sein Leben. Gebr. Mann Verlag, Berlin 1997.
- Bruno Taut in Japan. Das Tagebuch, 1. Band 1933. Gebr. Mann Verlag, Berlin 2013.
- Bruno Taut in Japan. Das Tagebuch, 2. Band 1934. Gebr. Mann Verlag, Berlin 2015.
- Bruno Taut in Japan. Das Tagebuch, 3. Band 1935–1936. Gebr. Mann Verlag, Berlin 2016.